# Pusterla del Bottonuto
La Pusterla del Bottonuto era una delle porte minori (chiamate anche "pusterle") poste sul tracciato medievale delle mura di Milano. Situata in via Francesco Sforza lungo la Cerchia dei Navigli, nei pressi dei Giardini della Guastalla, tra il vicolo delle Quaglie e il Cantoncello, è stata demolita insieme all'omonimo quartiere negli anni trenta del XX secolo.

## Storia

Il ponticello dei poveri a Milano, che sorgeva lungo la Cerchia dei Navigli. In corrispondenza del vicolo che si intravede sulla destra, era situata la Pusterla del Bottonuto

Si trovava nel Bottonuto, quartiere di Milano risalente all'epoca romana e completamente demolito a partire dagli anni trenta del XX secolo insieme all'omonima porta, da cui il nome della pusterla. Dato che né Bonvesin de la Riva né Galvano Fiamma la menzionano nelle loro cronache, la pusterla del Bottonuto è stata probabilmente realizzata dopo il XIII secolo. 
Era situata in via Francesco Sforza lungo la Cerchia dei Navigli in corrispondenza del ponticello dei poveri, nei pressi dei Giardini della Guastalla, tra il vicolo delle Quaglie e il Cantoncello.
Nel XIV secolo apparteneva ai Visconti. In particolare, Bernabò Visconti la utilizzava come camminamento per passare dalla Cà di Can alla basilica di San Giovanni in Conca. Nell'area in cui era situata la pusterla del Bottonuto convergevano numerosi vicoli e diverse vie, e quindi nei suoi pressi sorsero diverse are (dette altaroli) e vennero collocate numerose croci (le cosiddette crocette) a protezione contro le pestilenze del XVI e del XVII secolo. 
La croce più celebre fu la cosiddetta "crocetta del Bottonuto", intitolata al vescovo Glicerio e solennemente benedetta da Federico Borromeo l'11 giugno 1607, che era costituito da un obelisco in marmo rosso di Baveno posizionato su quattro sfere di ottone alla cui sommità era presente una croce. Venne rimossa nel 1787 a causa dell'intralcio che causava alla circolazione stradale. Ora si trova in via dei Boschetti, nei giardini pubblici Indro Montanelli.
La Pusterla del Bottonuto è stata demolita insieme all'omonimo quartiere negli anni trenta del XX secolo.